# 天塘镇
天塘乡为湖南省宜章县下辖乡。2012年4月，原东风乡成建制并入天塘乡。2012年调整之后的天塘乡辖辖30个建制村，总面积152.7平方公里，总人口4.65万人，乡政府驻肖家冲（原天塘乡驻地）。 

## 行政区域
- 原天塘乡行政区划代码为431022204；下辖龙塘村、三联村、肖家村、孟家村、田尾头村、天塘村、猴子冲村、山背村、仁洞村、柞树下村、满塘村、谢家村、黄土坡村、太平山村、新民村、樟门塘村、林家牌村、走马丘村、南冲村、罗轸村共计20个行政村。
- 原东风乡撤销前行政区划代码为431022203；下辖贺家瑶族村、竹梓塘村、水尾村、笠头村、菜子冲村、台霄村、杨桐江村、元壁村、石江村、龙江口村共计10行政村。